# Real de San Andrés
Real de San Andrés är en ort i Mexiko.   Den ligger i kommunen San Andrés Tuxtla och delstaten Veracruz, i den sydöstra delen av landet, 400 km öster om huvudstaden Mexico City. Real de San Andrés ligger 249 meter över havet och antalet invånare är 198.
Terrängen runt Real de San Andrés är kuperad åt nordost, men åt sydväst är den platt. Runt Real de San Andrés är det ganska tätbefolkat, med 83 invånare per kvadratkilometer. Närmaste större samhälle är San Andres Tuxtla, 3,2 km norr om Real de San Andrés. Omgivningarna runt Real de San Andrés är en mosaik av jordbruksmark och naturlig växtlighet.